# 모시몽
모시몽(慕施蒙, ?~?)은 발해의 관료이다.

## 생애
말갈계 사람이며, 752년에 75명의 사신단과 함께 일본으로 향했다.
그는 일본과 발해의 사신이 왕래한지 이미 10여 년이 지났으므로 나라의 선물을 전한다는 발해 문왕의 말을 전했다. 하지만 당시 발해의 사신단이 국서(國書)를 가져오지 않았고 그들의 행동이 기존의 예에 맞지 않다며 잠시 분쟁이 있었지만 이후에는 그들에게 잔치를 베풀고 작위를 수여했다.
그는 일본의 고켄 천황으로부터 답서를 받고 발해에 귀국했으며, 그가 가져온 답서에는 “천황은 발해 국왕에게 경건히 문안드리오... 그런데 보내온 서한을 펼쳐보니 신하로 칭하는 이름이 없구려. ‘이전 《고려구기》(高麗舊記)를 찾아보니 나라가 안정할 때에 올린 표문에는 족속(族屬)으로는 형제이고 의리로는 군신(君臣)이었소’”라며 발해 문왕에게 서로가 예를 갖출 것을 권하는 내용이 적혀있었다.